# Antigo Auditório Araújo Vianna

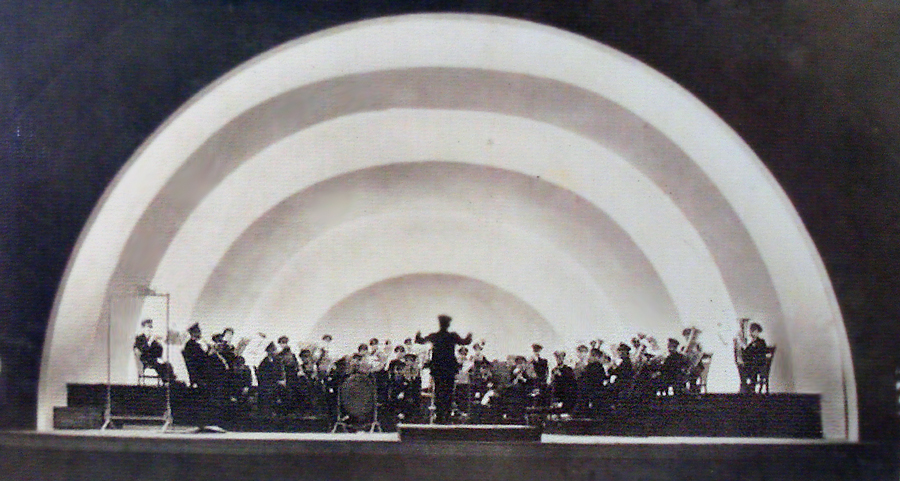
A Banda Municipal em apresentação no auditório da Exposição de 1935 (Parque Farroupilha). Crédito: Photo Becker. Acervo do Museu Joaquim Felizardo

O antigo auditório foi uma construção localizada em Porto Alegre, Brasil.
Erguida onde antes havia os tanques da Hidráulica Porto-Alegrense e a Bailante, na esquina da Praça da Matriz com a rua Rua Duque de Caxias, teve projeto e construção do engenheiro italiano Armando Boni, de 1926 a 1928.
O projeto foi considerado arrojado na época, pois nunca havia sido construída uma estrutura de tal porte em concreto armado. Serviu às apresentações da Banda Municipal até sua demolição, em 1958, para a construção do prédio da Assembleia Legislativa.

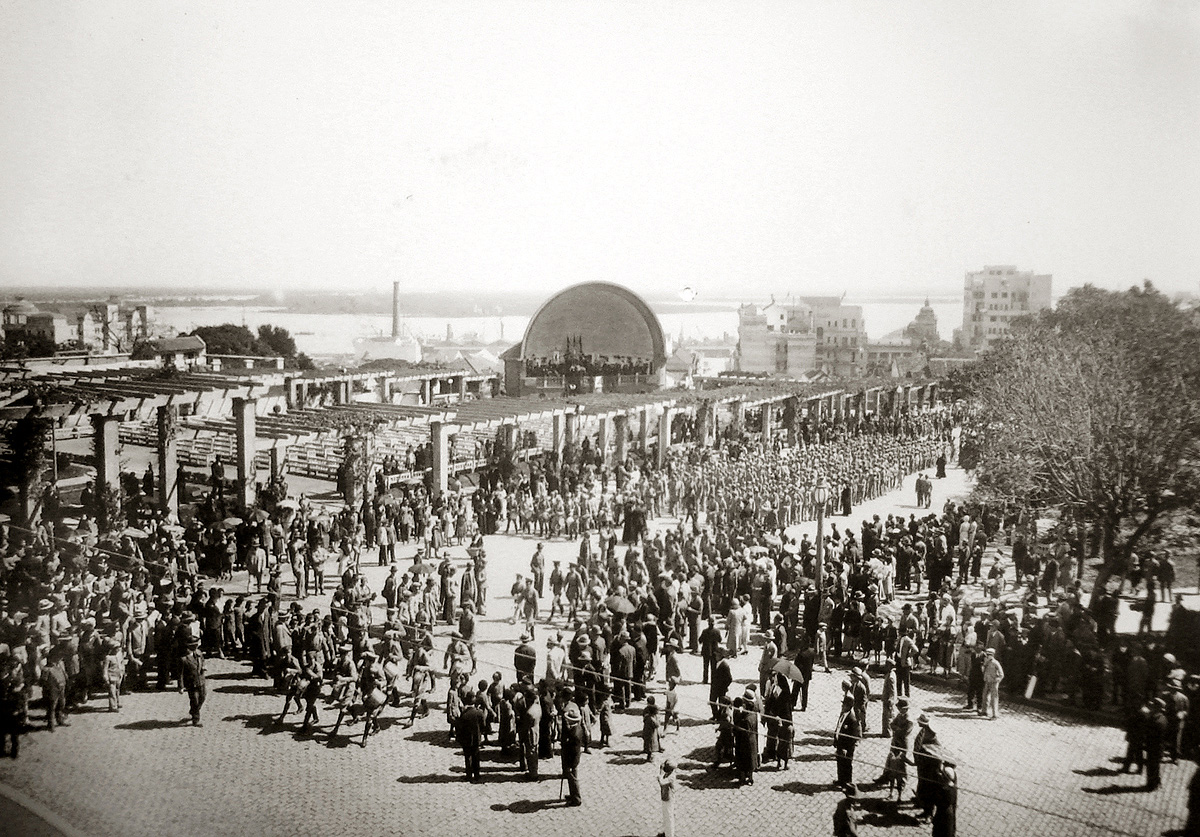
Vista da Praça da Matriz com desfile da Banda Municipal, vendo-se a concha ao centro, em segundo plano. Imagem do acervo do Museu Joaquim Felizardo

A seguinte descrição é do próprio arquiteto (com ortografia da época):
| “ | Schema do calculo de estabilidade para a cupola: supponho a forma da cupola espherica acabada por um cylindro. A parte esferica é uma meia cupola que transmite suas reacções à parte cylindrica. Esta descansa sobre o arco e supporta portanto unicamente os empuxos transmitidos pela parte esférica, alem do peso proprio considerando as duas partes resaltantes do arco como engastadas no mesmo. O arco supporta o peso próprio e o peso da laje cylindrica. A parte esferica da cupola dá tracções na parte inferior e compressões na parte superior que transmite a laje cylindrica. A pressão do vento na direcção do eixo da cupola diminui consideravelmente as tracções na parte inferior, enquanto augmenta de pouco as compressões na parte superior. Simplificando portanto os cálculos a favor da estabilidade, desprezo as tracções e considero a laje cylindrica como engastada em suas extremidades e solicitada por uma força horizontal egual à resultante das pressões transmittidas pela parte inferior. | ” |